# Johnny Logan (koszykarz)
Johnny Logan, właśc. John Arnold Logan (ur. 1 stycznia 1921 w Richmond, zm. 16 września 1977 w Charlotte) – amerykański koszykarz, obrońca oraz trener, wielokrotnie wybierany do składów najlepszych zawodników BAA.

## Osiągnięcia

### BAA
- 3-krotnie wybierany do II składu All-BAA (1947–1949)[1]
- Uczestnik meczu gwiazd Legend NBA (1964)[2]